# Ctenosciara nudata
Ctenosciara nudata är en tvåvingeart som beskrevs av Werner Mohrig och Kozanek 1992. Ctenosciara nudata ingår i släktet Ctenosciara och familjen sorgmyggor.
Artens utbredningsområde är Nordkorea. Inga underarter finns listade i Catalogue of Life.